# ريان باول (لاعب اتحاد الرغبي)
ريان باول (بالإنجليزية: Ryan Powell)‏ هو لاعب اتحاد الرغبي بريطاني، ولد في 1 يوليو 1980 في المملكة المتحدة.

## وصلات خارجية
- ريان باول عل موقع إسبنسكروم (الإنجليزية)
- ريان باول على موقع ItsRugby.co.uk (الإنجليزية)